# Paul Patterson
Paul Leslie Patterson (ur. 15 czerwca 1947 w Chesterfield) – brytyjski kompozytor.

## Życiorys
W latach 1964–1968 był uczniem Richarda Stokera w Royal Academy of Music w Londynie. Kształcił się też prywatnie u Richarda Rodneya Bennetta (1968–1970) i Elisabeth Lutyens (1967–1970). Od 1969 roku wykładał w Royal Academy of Music, od 1985 do 1997 roku był kierownikiem katedry kompozycji i muzyki współczesnej. W latach 1984–1990 kierował także katedrą muzyki współczesnej na University of Warwick. W 1989 roku był kompozytorem-rezydentem Southwark Festival. Był też kompozytorem-rezydentem Exeter Festival (1990–1991) i jego dyrektorem artystycznym (1991).

## Twórczość
W swojej twórczości łączył tradycyjne środki wyrazu z awangardowymi technikami kompozytorskimi i elektroniką. Punktem wyjścia była dla niego poetyka Igora Strawinskiego, na ukształtowanie się indywidualnego stylu kompozytora wpływ wywarło zetknięcie się z twórcami polskiej szkoły kompozytorskiej; od Lutosławskiego zapożyczył koncepcję aleatoryzmu kontrolowanego, od Pendereckiego sonoryzm, rozmach dramatyczny utworów wokalno-instrumentalnych oraz koncepcje symfoniczne, od Stachowskiego natomiast rozwiązania fakturalne.

## Wybrane kompozycje
(na podstawie materiałów źródłowych)

### Utwory orkiestrowe
- Koncert na trąbkę i orkiestrę (1958)
- Symphonic Study II (1968)
- Koncert kameralny (1969)
- Partita na orkiestrę kameralną (1970)
- Piccola sinfonia na smyczki (1970)
- Koncert na róg i smyczki (1971)
- Fiesta sinfonica (1971)
- Sonors na orkiestrę młodzieżową (1972)
- Fusions na orkiestrę i taśmę (1974)
- Chromascope na instrumenty dęte blaszane (1974)
- Count Down na instrumenty dęte blaszane (1974)
- Strange Meeting na orkiestrę i taśmę (1975)
- Cataclysm na instrumenty dęte blaszane (1975)
- The Circular Ruins (1975)
- Wildfire na orkiestrę i taśmę (1976)
- Koncert na klarnet i smyczki (1976)
- Koncert na orkiestrę (1981)
- Symfonia na smyczki (1982)
- Europhony na orkiestrę kameralną (1985)
- Upside-Down-Under-Variations (1986)
- Propositions na harmonijkę ustną i smyczki (1987)
- White Shadown on the Dark Horizon (1988)
- Fanfare for the Future na instrumenty dęte blaszane i perkusję (1989)
- Symfonia (1989–1990)
- The Mighty Voice na instrumenty dęte (1991)
- Roald Dahl’s Little Red Riding Hood (1992)
- Festivo (1993)
- Songs of the West (1995)

### Utwory kameralne
- Kwintet dęty (1967)
- Trio dęte (1968)
- Monologue na obój (1969)
- Fanfares for Great Occasions na 3 trąbki, 2 puzony, puzon basowy i tubę (1969–1975)
- Comedy for Five Winds na 5 instrumentów dętych (1972)
- Interdections na zespół kameralny (1973)
- Conversations na klarnet i fortepian (1974)
- Floating Music na flet, klarnet, skrzypce, wiolonczelę, fortepian lub czelestę i perkusję (1974)
- Shadows na klarnet i taśmę (1975)
- Diversions na saksofon (1975)
- Cracowian Counterpoint na zespół kameralny (1977, zrewid. 1978)
- At the Still Point of the Turning World na 8 instrumentów (1979)
- Deception Pass na zespół instrumentów dętych blaszanych (1980)
- Spiders na harfę (1983)
- Duologue na obój i fortepian (1984)
- Luslawice Variations na skrzypce (1984)
- Mean Time na kwintet dęty blaszany (1985)
- Kwartet smyczkowy (1986)
- Memories of Quiberville na kwartet puzonowy (1986)
- Suita na wiolonczelę (1987)
- Tides of Mananan na altówkę (1987)
- The Royal Eurostar na zespół instrumentów dętych blaszanych i perkusję (1994)

### Utwory fortepianowe
- Country Search (1974)
- 3 Portraits (1984)
- A Tunnel of Time (1988)

### Utwory organowe
- Jubilate (1969)
- Intrada (1969)
- Visions (1972)
- Interludium (1972)
- Fluorescence (1973)
- Games (1977)

### Utwory wokalno-instrumentalne
- Rebecca na narratora i zespół kameralny (1965)
- Kyrie na chór i fortepian na 4 ręce (1971)
- Time Piece na głosy męskie (1972)
- Gloria na chór i fortepian na 4 ręce (1972)
- The Abode of the Dead/You’ll Never be Alone na głosy i orkiestrę kameralną (1973)
- Requiem na chór, chór chłopięcy i orkiestrę (1974)
- Spare Parts na chór (1976)
- Brain Storm na sopran, alt, tenora, bas i live electronics (1978)
- Voices of Sleep na sopran, chór i orkiestrę (1979)
- The Canterbury Psalms na chór i orkiestrę lub organy (1981)
- Vampireen na 6 głosów męskich (1983)
- Mass of the Sea na sopran, bas, chór i orkiestrę (1983)
- Christ is the King na chór (1984)
- Missa brevis na chór (1985)
- Stabat mater na mezzosopran, chór i orkiestrę (1985–1986)
- Magnificat and Nunc Dimittis na chór i organy (1986)
- Te Deum na sopran, chór, chór chłopięcy i orkiestrę (1988)
- The End na chór (1989)
- O be Joyful na chór i organy (1991)
- Revolting Rhymes na recytatora i zespół (1992)
- Magnificat na chór, instrumenty dęte blaszane, orkiestrę i perkusję (1994)
- The Little Red Riding Hood Songbook na głosy dziewczęce i fortepian (1994)